# Matadi missionsstation

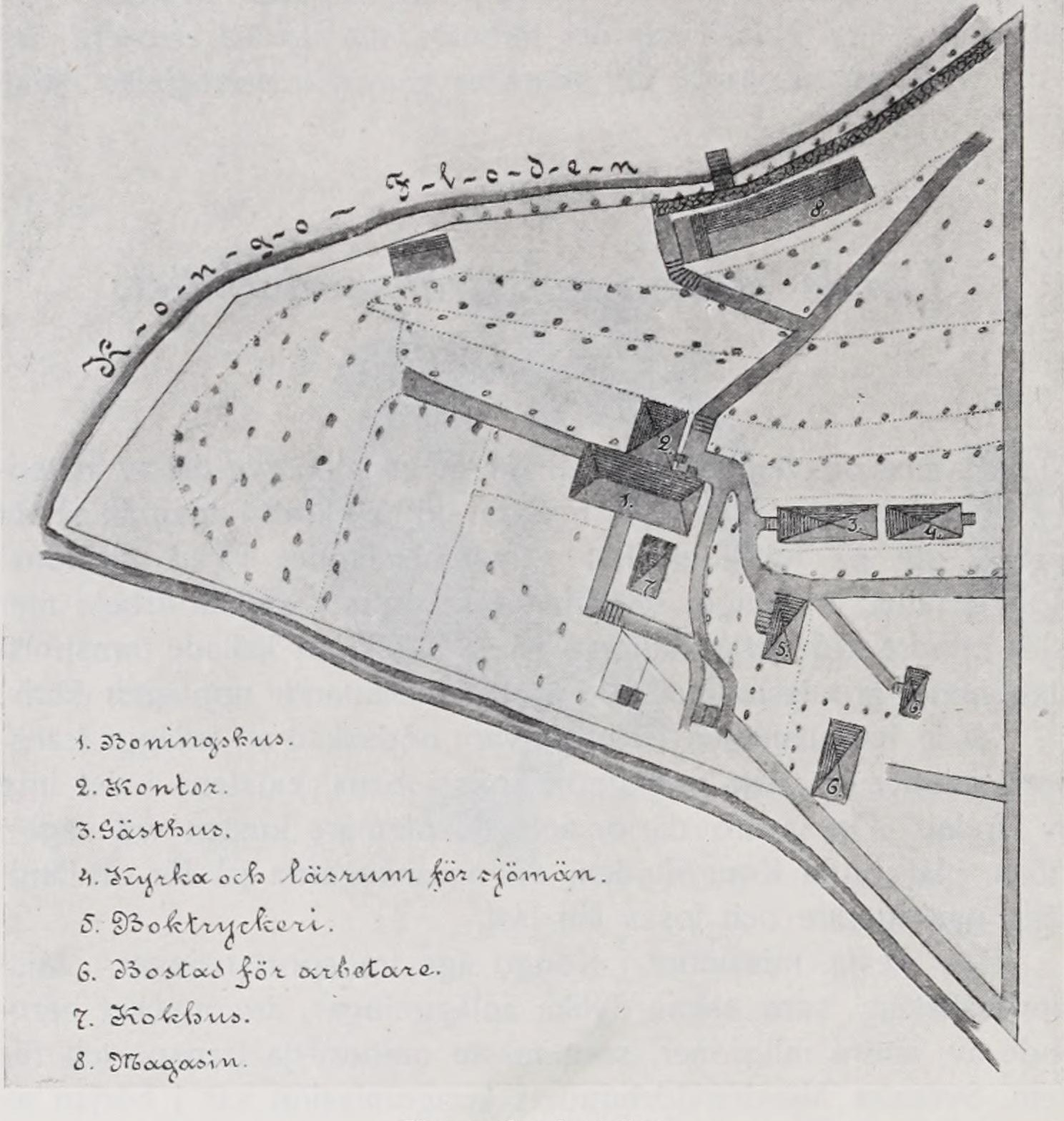
Planritning över Matadi missionsstation, 1905.

Matadi missionsstation är en missionsstation som grundades 1892 vid staden Matadi i nuvarande provinsen Kongo-Central. Den fungerade som huvudstation för den svenska kongomissionen i Nedre Kongo, en uppgift som togs över från Mukimbungu, den första svenska missionsstationen. Stationen hette från början Londe, men bytte namn till Matadi 1926/1927 då stationen flyttades två kilometer från området nere vid floden till övre delen av staden. I Matadi kom senare tryckeriet att bedriva sin verksamhet. Cirka fem kilometer norr om Matadi på den norra sidan av floden låg stationen Vivi vid byn Vivi. 

## Historia

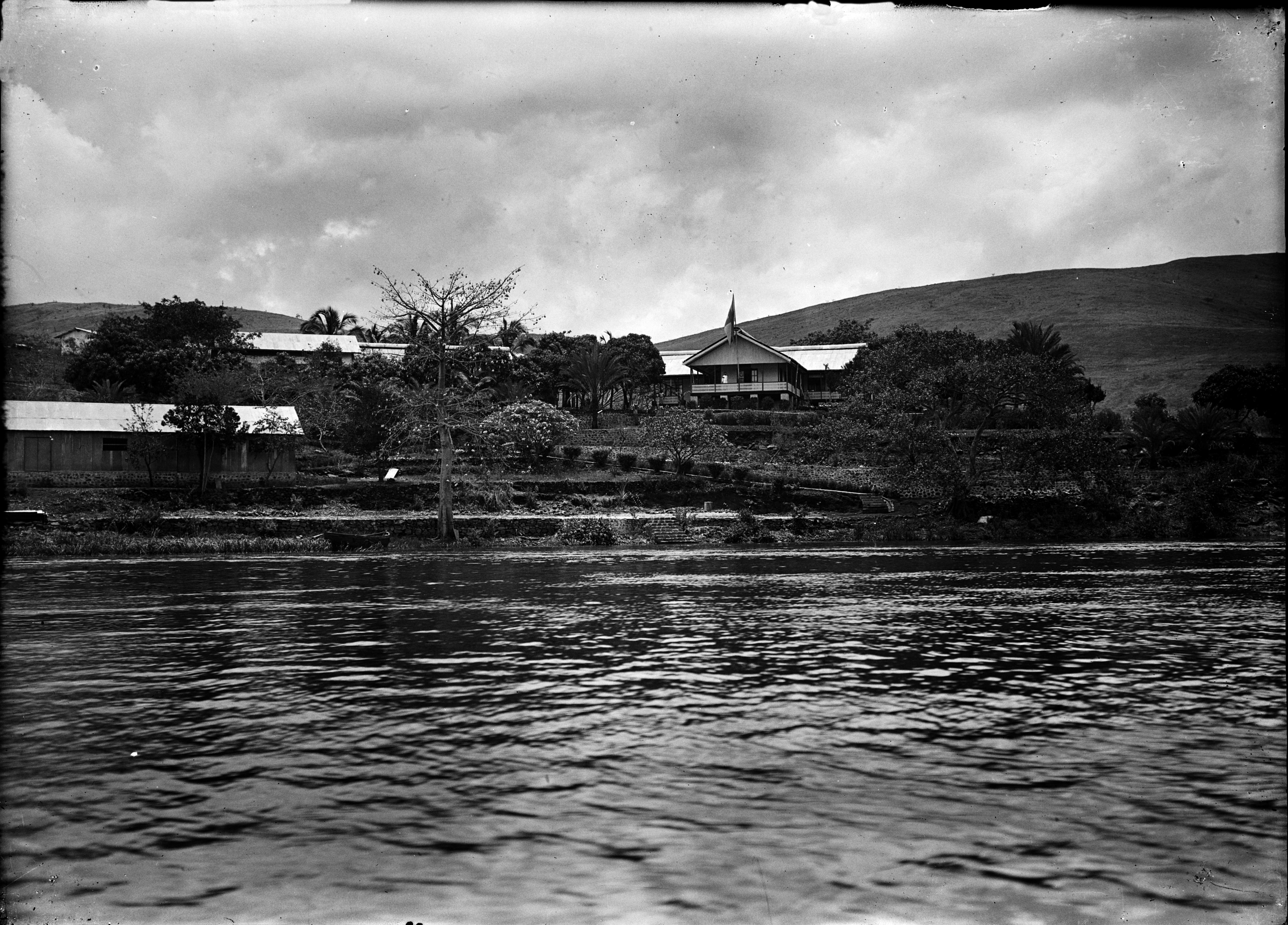
Matadi missionsstation vid Kongofloden före flytten 1926/1927.

Londe/Matadi blev en av Svenska missionsförbundets (SMF) stationer när Engelska baptistmissionen sade upp kontraktet med SMF angående varutransporter från Matadi upp till SMF:s missionsstationer längre norrut. Missionären Karl Johan Petterson reste då ned till Matadi och inrättade en SMF transportstation, Londe missionsstation. Inledningsvis skedde anläggandet i samverkan med Amerikanska Alliansmissionen men från 1998 var stationen i SMF:s regi. Tomten var något över en hektar stor, med 150 meters strandrätt vid Kongofloden väster om staden. Anläggningens planteringar och terrasseringar fick så småningom namnet Matadis pärla eller Matadis park. När järnvägen utvidgades drogs spåret rakt över tomten och 1926 när hamnen skulle utvidgas fick SMF en tomt högre upp i bergen ovanför Matadi ca två kilometer söder om den gamla tomten vid ett område kallat Kinkanda. Ett år senare var den nya stationsbyggnaden klar och flytten kunde genomföras. Den nya anläggningen kom att kallas för Nya Londe, men fick snart namnet Matadi missionsstation. 
Som en följd av sitt geografiska läge som hamnstad blev Matadi/Londe av naturliga skäl den station som tog emot merparten av de svenska missionärerna. Där skrevs också alla tulldeklarationer och det blev knutpunkten för inkommande och utgående gods och för postgången. Allt mottaget gods distribuerades från Matadi till övriga stationer i landet. Missionen hade en egen båt vilket underlättade. Stationsföreståndaren vid Matadi/Londe fungerade som missionens representant (Representant Legal) inför staten, handelshusen, andra missionssällskap med flera i Kongo-Kinshasa. 
Enligt SMF:s förteckningar har 164 svenska missionärer verkat vid Matadi under perioden 1892-1978. Några av dessa är Karl Johan Pettersson, Anders Theodor Strandman, Samuel (Sam) och Hulda Hede, Carl Lembke, Karl Edvard Laman, Wilhelm Sjöholm, Hilda Lindorff, Johan Hammar, paret Wirén, Emil Berg och Josef Öhrneman. 

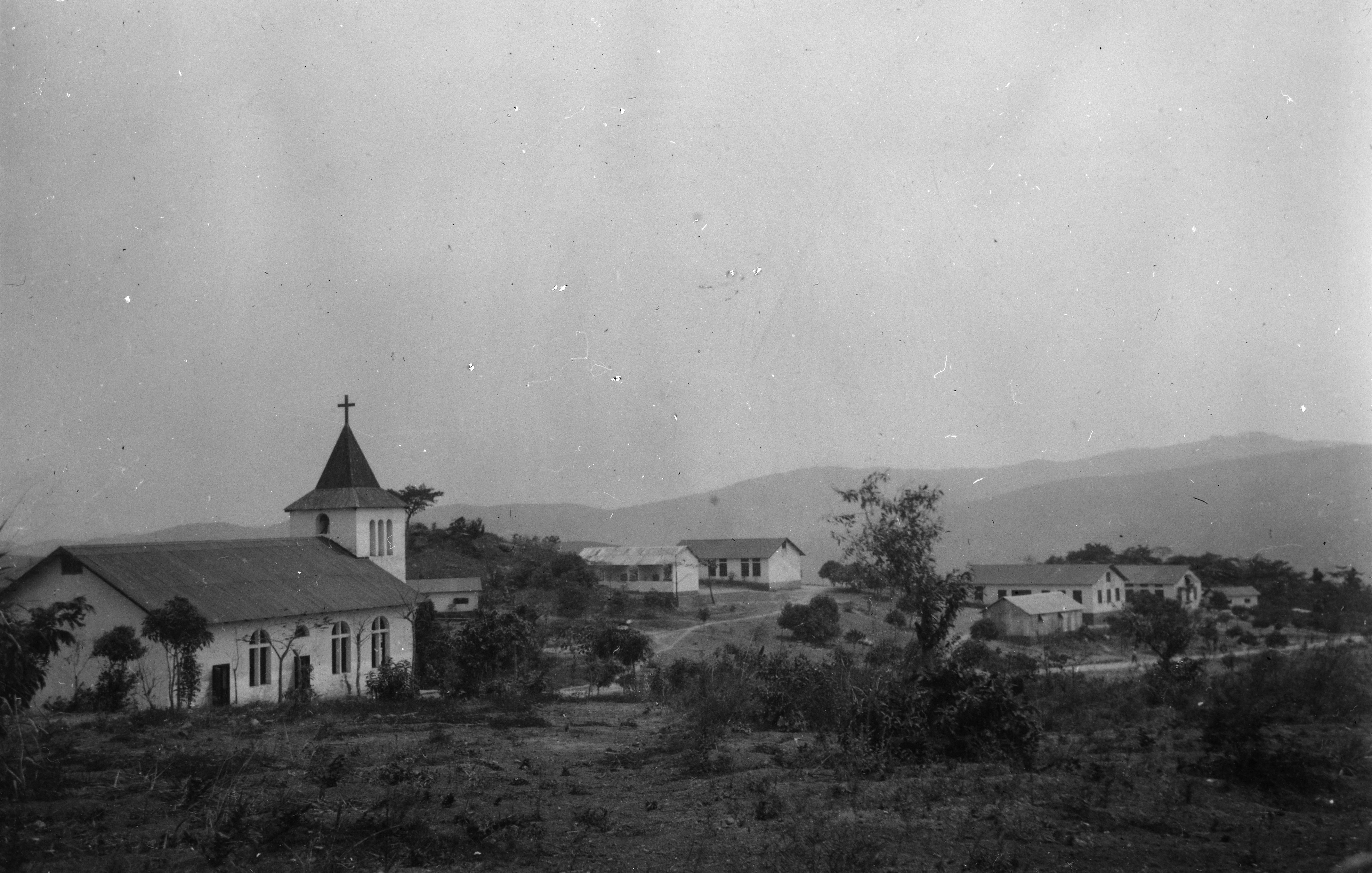
Matadi missionsstation 1933, alltså efter flytten 1926/1927.

### Tryckeri
1894 uppförde Anders Theodor Strandman en byggnad för tryckeri och bokbinderi. Tryckeriet var egentligen planerat för Kibunzi men de tunga maskinerna blev omöjliga att transportera dit. Tryckeriet, trots sina tunga tryckpressar, flyttades med resten av stationen 1927.

### Sjömansmission
1901 uppfördes en predikolokal med läsrum för sjömän av Wilhelm Sjöholm.

### Kyrkan
Genom missionsstationen i Matadi och dess föreståndare Samuel Hede byggdes en ny kyrka i Matadi vilken invigdes 1934. Det här blev vid tiden en av de största protestantiska kyrkorna i Kongo.

### Skolan
Vid Matadi missionsstation fick eleverna också yrkesutbildning, bland annat snickeri där de fick lära sig tillverka dörrar, fönster och möbler.

### Vivi missionsstation
1879 anlade Henry Morton Stanley stationen Vivi fem kilometer norr om Matadi. Platsen var tänkt som Kongos huvudstad. Men när järnvägen från Matadi till Leopoldville anlades förlorade stationen snabbt sin betydelse. En amerikansk missionär, Taylor, hade verksamhet i Vivi men SMF tog över verksamheten 1898. Missionär C. W. Grahn vittnar 1911 om stora svårigheter med att bedriva mission vid Vivi.